# Apatesia
Genre
Classification phylogénétique
Apatesia N.E.Br. est un genre de plante de la famille des Aizoaceae.
Apatesia N.E.Br., in Gard. Chron., ser. 3, 81: 12 (1927), in clave ; N.E.Br., in Gard. Chron., ser. 3, 91: 262 (1932) [descr. ampl.]
Type : Apatesia pillansii N.E.Br [in J. Bot. 66: 138 (1928)]

## Liste des espèces
- Apatesia helianthoides N.E.Br.
- Apatesia maughani N.E.Br.
- Apatesia pillansii N.E.Br.
- Apatesia sabulosa (Thunb.) L.Bolus